# Slow travel
Slow travel is een vorm van reizen waarbij het doel is om een langere tijd op dezelfde plek te verblijven om op die manier een diepe band met de omgeving en / of de cultuur te ontwikkelen. Slow travel richt zich op integreren in de omgeving boven alle toeristische bezienswaardigheden binnen enkele dagen of weken te hebben gezien. Daar waar voor de digitale nomade het reizen op zichzelf het grootste goed is, is het voor de slow traveller van belang om zich te kunnen onderdompelen in een bestemming. 